# Zimmer 205

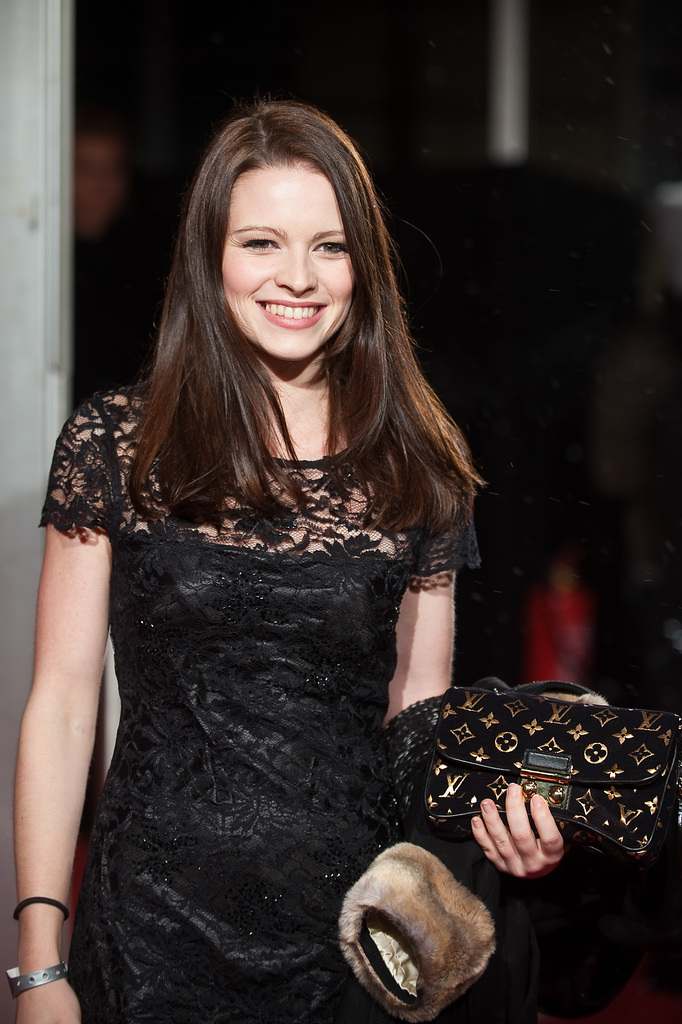
Jennifer Ulrich spielt in der Hauptrolle die Studentin Katrin Nadolny (Foto von 2010, Jahr des Filmdrehs)

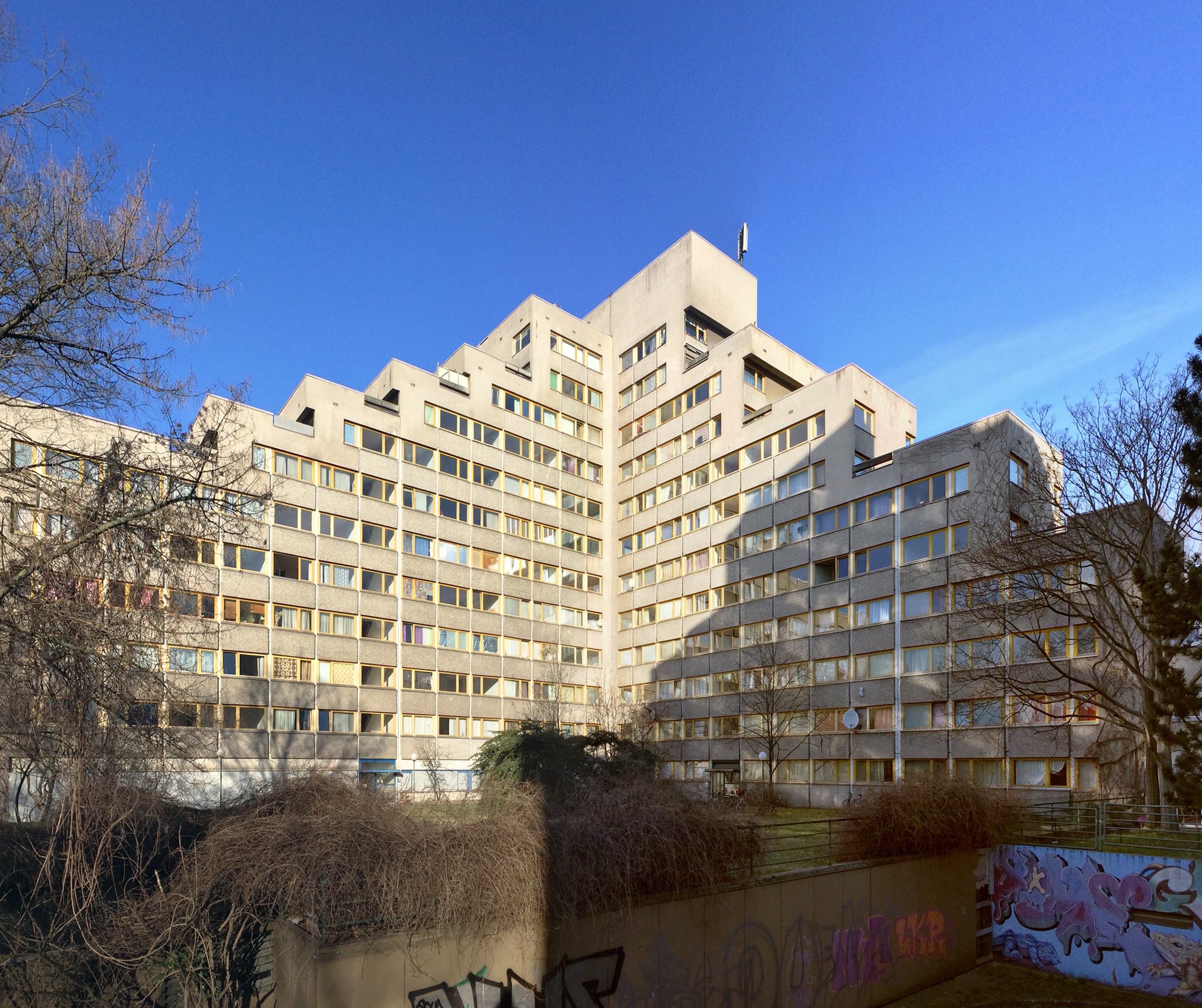
Das Studentenwohnheim, in dem Katrin das Zimmer 205 bezieht (Drehort: Wohnheim Terrassenhaus am Hafenplatz, Berlin)

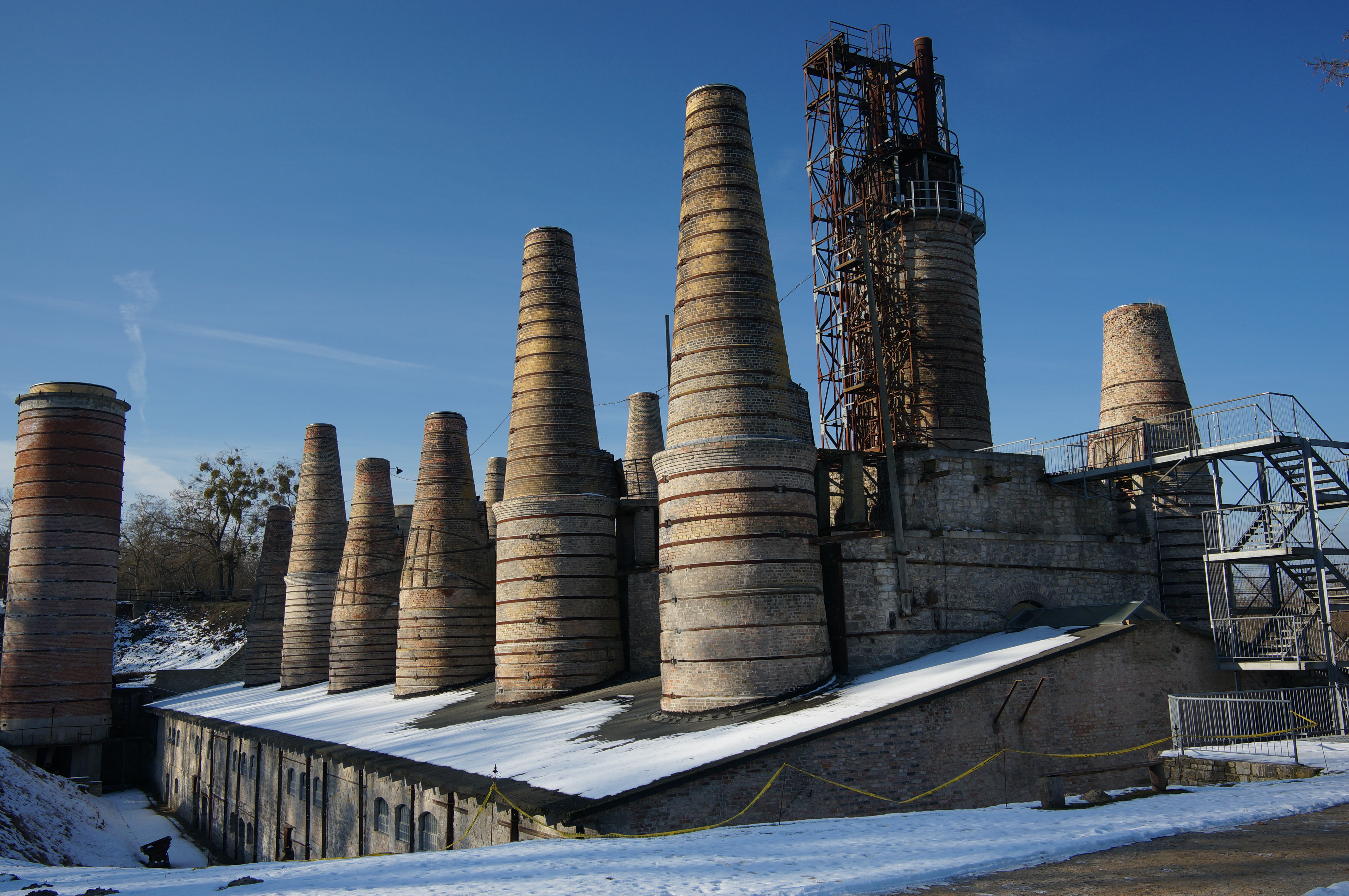
Schachtofenbatterie, in der Katrin Annikas Leiche findet (Drehort: Museumspark Rüdersdorf)

Zimmer 205 ist ein deutscher Horrorfilm von Rainer Matsutani aus dem Jahr 2011. Die Hauptrollen spielen Jennifer Ulrich und André M. Hennicke. Seine Premiere hatte der Film bei dem German Films Go North! Festival in Stockholm. In den deutschen Kinos lief er am 4. April 2013 an.

## Handlung
Katrin Nadolny nimmt ihr Pädagogikstudium in Erfurt auf und wird von ihrem Vater ins Studentenwohnheim gebracht. Ihre Mutter hat sich umgebracht und Katrin, die sie gefunden hat, muss seit dem Trauma verschiedene Psychopharmaka einnehmen. Im Wohnheim bekommt sie das Zimmer 205 zugeteilt und lernt erste Kommilitonen kennen, Sanne und Christian, Carmen und Niko, sowie den gerade ausziehenden Informatikstudenten Dirk. Sie erfährt, dass die zuvor in ihrem Zimmer wohnende Studentin Annika Ruschkowsky verschwunden und nicht wieder aufgetaucht sei. Katrin bekommt von Annika eine Freundschaftsanfrage über studiVZ und kann sich später mit Dirks Hackerfähigkeiten auch in ihren Account einloggen. Nach einer ersten Studentenparty schläft Katrin mit Christian in ihrem Zimmer, bekommt jedoch währenddessen Halluzinationen. Auch in der Vorlesung sieht nur sie plötzlich eine junge Frau in einer roten Jacke, die sie aufschrecken lässt.
Als Christian wenig später bei einem mysteriösen Unfall im Waschkeller ums Leben kommt und Katrin ihn findet, wird sie von der Polizei befragt. Von Kommissar Urban erfährt sie, dass Annika wohl einfach das Wohnheim verlassen habe, ohne die Miete zu zahlen. Anzeichen für ein Verbrechen gebe es nicht. Katrin beginnt nun selbst Nachforschungen anzustellen, mit den Informationen aus Annikas studiVZ-Accounts und Hinweisen aus dem Wohnheimzimmer. Christians Freundin Sanne, Niko und Carmen machen Katrin für die Vorkommnisse verantwortlich und wollen, dass sie wieder verschwindet. Sanne verfolgt Katrin im Wohnheim, um es ihr heimzuzahlen, sie folgt dabei irrtümlicherweise einer Frau mit roter Jacke auf den Dachboden und kommt dabei ums Leben. Als Katrin zu ihrem Zimmer zurückkommt, ist dieses verwüstet und die Tür mit einem Schimpfwort beschmiert. Katrin läuft verängstigt durch die Stadt und trifft zufällig Dirk, der sie bei sich aufnimmt. Auf seinem Rechner entdeckt sie in der Nacht ein Video, auf dem zu sehen ist, wie Annika von Christian, Niko und Dirk vergewaltigt wird. Katrin läuft davon, Dirk folgt ihr und sucht sie in einem Haus. Dabei stürzt er von einem Gerüst, als er von einer Frau in einer roten Jacke erschreckt wird, und erleidet tödliche Verletzungen. Katrin ist währenddessen zu Kommissar Urban gegangen, weil sie Annika hinter den Vorfällen vermutet. Dieser glaubt ihr allerdings nicht.
Katrin ist von den Ereignissen der letzten Tage sichtlich mitgenommen und zieht vorübergehend zu ihrem Vater. In der Nacht überrascht ihn hier die Frau in der roten Jacke, beim Kampf erleidet der Vater einen tödlichen Stromschlag. Katrin sucht noch einmal Annikas Mutter auf, um Antworten zu finden, und kann dort einen USB-Stick mitnehmen. Von einem Kind vor dem Haus erfährt Katrin, dass Annika ein böser Mensch gewesen sei. Sie hätte ihre kleine Schwester Bea in einen kaputten Kühlschrank eingesperrt und sich auf diesen gesetzt, während Bea darin erstickt sei. Auf dem USB-Stick findet sich das vollständige Video der angeblichen Vergewaltigung, das zeigt, dass Annika alles gefilmt und später für ihre Zwecke zurechtgeschnitten hat. Niko erzählt Katrin, dass Annika sie damit erpresst hätte und immer gieriger wurde. Als sie Annika zur Rede gestellt hätten, kam es zu einem Kampf, bei dem Annika ums Leben gekommen sei. Sie hätten die Leiche danach in einem Schornstein verschwinden lassen. Nachdem Katrin ins Wohnheim zog, sei sie zu einem Medium geworden, sodass Annika die anderen heimsuchen konnte.
Um endlich Frieden zu finden, beschließen Katrin und Niko die sterblichen Überreste zu holen. Katrin steigt in den Schornstein hinab und ihr wird aufgrund der an die Wand geschmierten Anschuldigungen klar, dass Annika noch gelebt haben muss. Niko wird von Annikas Geist in den Schornstein gezogen und stürzt zu Tode. Kommissar Urban kann Katrin über das Handy orten und findet am nächsten Morgen die noch lebende Katrin neben Annikas Leiche.
Einige Zeit später besucht Kommissar Urban Katrin im Wohnheim, wo sie zufrieden ihr Studium fortsetzt. Es wird ersichtlich, dass dies nur eine Fantasie ist und Katrin in einer psychiatrischen Klinik untergebracht ist. Beim Verlassen sagt Urban „Vielleicht hätte ich ihr glauben sollen.“

## Produktion
Bei dem Film handelt es sich um ein Remake des dänischen Films Kollegiet – Room 205 aus dem Jahr 2007. In einem Interview während der Produktion des Films im März 2010 sagte Regisseur Rainer Matsutani dazu, dass zwar Grundelemente des Originals übernommen werden, sie in dem Remake allerdings mehr auf die Psychologie der Hauptfigur fokussieren und deren Hintergrund beleuchten. Über seinen japanischen Vater sei Matsutani durch japanische Horrorvorbilder beeinflusst worden, sodass sich auch in Zimmer 205 japanische Gruselelemente wiederfinden lassen werden. Es werde auf Spannung und Atmosphäre gesetzt, eher subtil gearbeitet; Torture-Porn-Elemente werde es nicht geben.
Die Produktion des Films wurde durch das Medienboard Berlin-Brandenburg und die Mitteldeutsche Medienförderung finanziell unterstützt. Bei konservativen Filmförderungen seien die Filmemacher laut Matsutani durchgefallen.
Der Film wurde vom 27. Januar 2010 bis zum 19. März 2010 in Erfurt, Thüringen, Berlin und Umgebung gedreht. Obwohl die Handlung in Erfurt spielt, wurden viele Szenen an anderen Orten gefilmt. Als Drehorte fungierten beispielsweise Gebäude des ehemaligen Regierungskrankenhaus der DDR in Berlin-Buch, die mittlerweile leerstanden. Außenaufnahmen des Studentenwohnheims zeigen das Terrassenhaus Hafenplatz in der Nähe des U-Bahnhof Mendelssohn-Bartholdy-Park in Berlin-Kreuzberg. Bei dem Ort mit den Schornsteinen, an dem die Kommilitonen Annika verschwinden ließen, handelt es sich um die Schachtofenbatterie im Museumspark Rüdersdorf. Die Szenen, in denen Katrin Annikas Mutter aufsucht, wurden in der Golliner Straße in Berlin-Marzahn gedreht.
Im Vorspann ist der The-Cure-Song A Forest in einer Coverversion von Bat for Lashes zu hören.

## Rezeption

### Kritiken
Das Lexikon des internationalen Films schreibt: „Ein handwerklich solider Horrorfilm auf den Spuren der japanischen "Ringu"-Serie, der nicht mit Schockeffekten spart, aber zu routiniert inszeniert ist, um nachhaltig zu verstören.“
Die Redaktion der Cinema kommt zu einem gemischten Urteil bzgl. Zimmer 205. Grandios sei Hennickes Darstellung eines melancholischen Kommissars, auch die psychologisch ambivalente Rolle der Katrin würde durch Ulrich glaubwürdig gespielt. Die morbiden, effektvoll in Szene gesetzten Schauplätze seien ein weiterer Pluspunkt. Dem würden allerdings Schwächen in der Story und der inneren Logik gegenüberstehen. Das Fazit fällt folgendermaßen aus: „Effektvoll inszenierte Variation bekannter Teeniehorror-Motive.“
Antje Wessels kommt in ihrer Besprechung bei Quotenmeter.de zu dem Schluss, dass auch Zimmer 205 die Chance auslässt, den deutschen Horrorfilm in der Gunst der Zuschauer steigen zu lassen. Zwar sei die Besetzung hervorragend und Julia Dietze und Jennifer Ulrich überzeugten in der Darstellung ihrer Rollen, allerdings weise das Drehbuch von Beginn an Schwächen auf, da es sich ausschließlich an den Motiven bekannter Horrorfilme bediene. Der Film sei „der zusammengeklaute Versuch einer deutschen Produktion, im Horrorgenre endlich mal wieder Fuß zu fassen“. Der Film würde einem soliden Fernsehfilm entsprechen, fürs Kino hätte Matsutani einiges besser machen müssen, insbesondere fehle es an Innovation.
Zu einer positiven Kritik kommt die Redaktion von spielfilm.de. Matsutani würde in Tradition des „Film Noir“ insbesondere einen Fokus auf die Psyche der Hauptfigur legen. Lobenswert sei die Authentizität der Darstellung einer deutschen Hochschule, auch passe die triste Kulisse ideal in den Film. Die Story böte Überraschungen und die Spannung bliebe bis zum Ende erhalten. Spannungsmomente würden genrebedingt in die Länge gezogen, der Tod trete dann jedoch „angenehm schnell“ ein. Insgesamt: „Nach langer Zeit wieder einmal ein guter deutscher Psychothriller.“
Ash Williams von horrormagazin.de empfiehlt den Film und gibt ihm 4 von 5 Sternen. Die zwei besonders hervorzuhebenden Aspekte seien die spezielle ostalgische, aber nicht altmodische Atmosphäre, sowie die gelungene Darstellung von Annikas bösem Geist.

### Einspielergebnis
Weltweit spielte der Film ungefähr 1,23 Millionen US-Dollar ein.